# Emma Herwegh
Emma Herwegh (nacida Emma Siegmund; 10 de mayo de 1817-24 de marzo de 1904) fue una escritora de salones y cartas alemana que participó en los levantamientos de 1848 , llevando a cabo al menos una misión secreta cuasi-diplomática en nombre de la Legión de los Demócratas Alemanes. Es conocida por la posteridad en particular, en parte porque se casó con el poeta y activista Georg Herwegh, y en parte porque fue una escritora de cartas excepcionalmente prolífica.